# Capul Dejnev

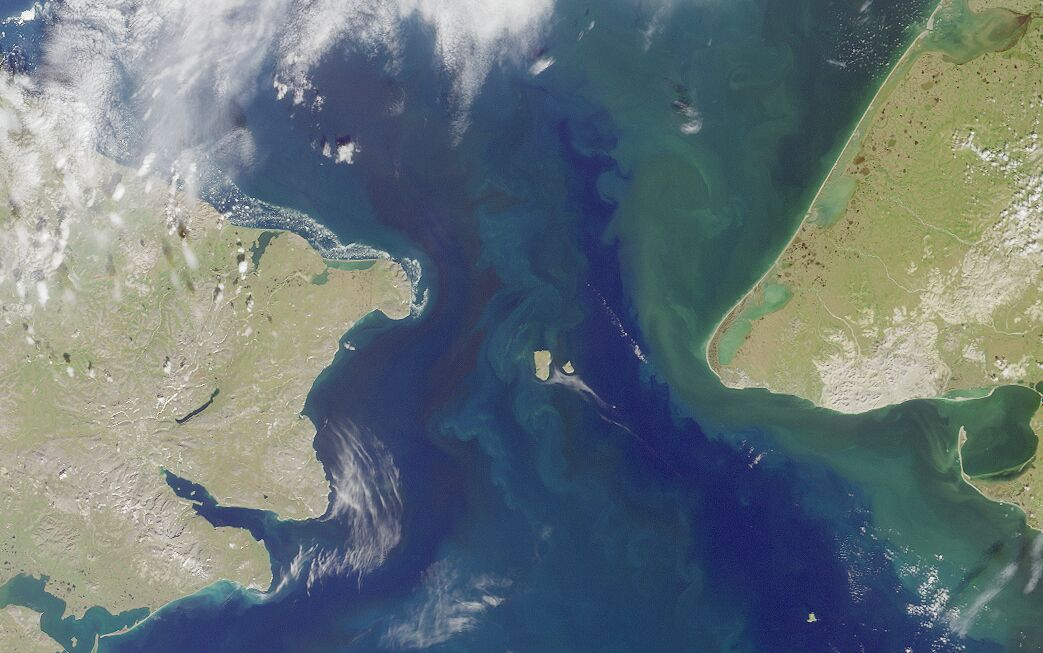
Imagine din satelit a strâmtorii Bering; Capul Dejnev este în stânga

Capul Dejnev (rusă мыс Дежнёва) este un cap care reprezintă punctul cel mai estic al Rusiei continentale și în același timp al Asiei continentale.
El este localizat în peninsula Ciukotsk, în districtul autonom Ciukotsk. La est de capul Dejnev se întinde strâmtoarea Bering care separă Marea Bering de Marea Chukchi, respectiv Oceanul Arctic de Oceanul Pacific. La 82 km distanță, de cealaltă parte a strâmtorii, se află capul Prince of Wales din Alaska, care reprezintă punctul cel mai vestic al Americii de Nord, iar între ele, în strâmtoare, se află insulele Diomede.
Capul este numit după exploratorul rus Semion Dejnev (c.1605-1673), care a fost primul european care l-a atins, în 1648.
Distanța în linie dreaptă de la capul Dejnev până la strâmtoarea Bab el Mandeb din Yemen este de 10855 km, ceea ce reprezintă cea mai mare distanță ce poate fi parcursă în linie dreaptă în Asia.